# Don Nickles

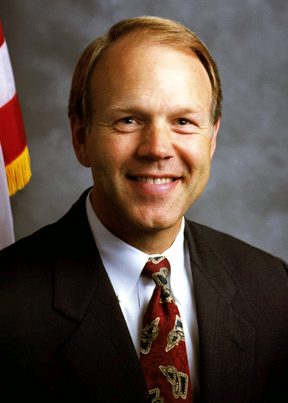
Donald Lee Nickles

Donald „Don“ Lee Nickles (* 6. Dezember 1948 in Ponca City, Oklahoma) ist ein US-amerikanischer Politiker und Unternehmer.

## Leben
Nach seiner Schulzeit in Oklahoma studierte Nickles an der Oklahoma State University Wirtschaftswissenschaften. Nach seinem Studium arbeitete er in dem von seinem Großvater 1918 gegründeten Unternehmen Nickles Machine Corporation in Ponca City. Er stieg im Unternehmen zum Vizepräsidenten auf.
Nickles ist Mitglied der Republikanischen Partei. Von 1978 bis 1980 war Nickles Abgeordneter im Senat von Oklahoma. Von 5. Januar 1981 bis 3. Januar 2005 war Nickles als Nachfolger von Henry Bellmon Senator im Senat der Vereinigten Staaten. Sein Nachfolger als Senator war der republikanische Politiker Tom Coburn.
Nach seiner Zeit als Senator war Nickles erneut in der Privatwirtschaft tätig und Mitglied in verschiedenen Unternehmensvorständen wie unter anderem Chesapeake Energy und Valero Energy.
Nickles ist mit Linda Nickles verheiratet und hat vier Kinder. Er ist Mitglied der katholischen Kirche.